# Buscavidas Hipnótico
El Buscavidas Hipnótico (Antoine Delsoin) (Inglés: Hypno-Hustler) es un personaje ficticio, un supervillano de cómic de Marvel Comics. Creado por Bill Mantlo y Frank Springer, el personaje apareció por primera vez en The Spectacular Spider-Man #24.
Una película del personaje, protagonizada por Donald Glover, esta planeada para formar parte del Universo Spider-Man de Sony.

## Biografía del personaje ficticio
Antoine Desloin es el vocalista de The Mercy Killers yendo por el nombre de Buscavidas Hipnótico. Él y su banda estaban invitados para actuar en un club nocturno llamado "Beyond Forever." Cuando el encargado del club captura a Buscavidas Hipnótico robando su caja fuerte, Buscavidas Hipnótico termina usando su equipo hipnótico en el encargado. Cuando llegó a cantar, Buscavidas Hipnótico y su banda acaban usando sus equipos hipnóticos en la audiencia en un plan para robarles también. Peter Parker estaba en el club en ese momento y se transformó en Spider-Man. Durante la lucha, Spider-Man descubrió que los auriculares de Buscavidas Hipnótico le protegían de su propia música hipnótica. Spider-Man logró sacarlos de Buscavidas Hipnótico haciéndole convertirse en una víctima de su propia hipnosis. Cuando la audiencia estuvo libre de la hipnosis, Buscavidas Hipnótico y sus Mercy Killers fueron atrapados en redes y llevados a la policía.
Buscavidas Hipnótico más tarde apareció en la reunión de Vil-Anon con Armadillo, Gran Rueda, Equinox, Hombre Toro, y Hombre Esquizoide.
Cuando Lápida necesitaba un bypass cardíaco cuando estaba en la cárcel, Buscavidas Hipnótico estaba entre los internos que Lápida contrató para protegerlo.
Durante la historia "Origen de las Especies", Buscavidas Hipnótico entra en la estación de policía pidiendo ayuda mientras Spider-Man está un alboroto contra los villanos desde que el bebé de Amenaza le fue robado por el Camaleón.

## Poderes y habilidades
El Buscavidas Hipnótico puede realizar hipnosis con la ayuda de su guitarra, y cuando está junto con su banda de apoyo, The Mercy Killers, puede realizar una hipnosis masiva. Sus botas pueden emitir gas de knockout en demanda, y tienen cuchillos retráctiles en las suelas.

## Otras versiones

### House of M
Buscavidas Hipnótico hizo un cameo en House of M en la multitud y no se reveló si jugaba un papel en esta realidad.

### Spider-Man: Reign
En el futuro alterno Spider-Man: Reign concebido por Kaare Andrews, en el que muchos superhéroes habían envejecido y jubilado, Buscavidas Hipnótico es un supervillano ancianp, ahora simpatizante con Spider-Man. Consciente que Spider-Man está saliendo de su retiro y el Reino será desafiado, trata de ayudar usando su vieja música hipnótica de un estéreo portátil para distraer a los oficiales del Reino y anima a los ciudadanos a rebelarse. Sin embargo, su estéreo portátil pierde poder rápidamente y los oficiales responden con fuerza letal, matándolo inmediatamente.

## En otros medios

### Televisión
- Buscavidas Hipnótico es mencionado en Los Vengadores: los héroes más poderosos de la Tierra. En "Some Assembly Required", su cabeza puede ser vista como parte de los criminales escapados que se supone que son cazados por los Vengadores. En "This Hostage Earth", Ojo de Halcón intenta recordar el nombre de Chemistro, y menciona a Buscavidas Hipnótico, junto con Paste Pot Pete, como uno de sus nombres probables.

### Videojuegos
- Buscavidas Hipnótico es mencionado en las versiones de consola de Spider-Man: Friend or Foe. Cuando Spidey se enfrenta a Rhino, él dice: "Realmente les cuesta encontrar villanos decentes. ¿Y luego qué, el Hipnotizador?".
- Más tarde físicamente hace una aparición en las versiones de PlayStation 2 y PSP de Spider-Man: Web of Shadows. Es un personaje auxiliar que vencerá a todos los enemigos en la zona con su guitarra.